# Okręg Neufchâteau
Okręg Neufchâteau (fr. Arrondissement de Neufchâteau) – okręg w północno-wschodniej Francji. Populacja wynosi 60 tysięcy.

## Podział administracyjny
W skład okręgu wchodzą następujące kantony:
- Bulgnéville,
- Châtenois,
- Coussey,
- Lamarche,
- Mirecourt,
- Neufchâteau,
- Vittel.